# Estação Primeira de Valença
ARCES Estação Primeira de Valença é uma escola de samba de  São Vicente.